# Bridges (singel Aliki)
Bridges – singel estońskiej piosenkarki Aliki wydany 2 grudnia 2022. Piosenkę skomponowali Alika Milowa i Wouter Hardy, a napisali Alika Milowa, Wouter Hardy i Nina Sampermans.
Kompozycja wygrała finał estońskich eliminacji eurowizyjnych Eesti Laul 2023, dzięki czemu reprezentowała Estonię w 67. Konkursie Piosenki Eurowizji w Liverpoolu. Piosenka została zaprezentowana podczas drugiego półfinału i awansowała do finału. Podczas finału utwór został zaprezentowany jako 12 z kolei, otrzymał 146 punktów od jury i 22 punktów od widzów, ostatecznie z liczbą 168 punktów, singel znalazł się na 8. miejscu. 
Utwór powstał podczas sesji nagraniowej w Holandii wraz z Wouterem Hardym, holenderskim autorem tekstów i zwycięzcą 64. Konkursu Piosenki Eurowizji w Tel Awiwie jako kompozytor, w przeciągu trzech godzin, po napadzie paniki, który przeżyła wokalistka.

## Lista utworów
| Digital download / media strumieniowe | Digital download / media strumieniowe | Digital download / media strumieniowe |
| Nr                                    | Tytuł utworu                          | Długość                               |
| ------------------------------------- | ------------------------------------- | ------------------------------------- |
| 1.                                    | „Bridges”                             | 3:05                                  |